# Charlottesville Men's Pro Challenger 2009
Il Charlottesville Men's Pro Challenger 2009, noto anche come Virginia National Bank Men's Pro Championship per motivi di sponsorizzazione, è stato un torneo professionistico di tennis maschile giocato sul cemento indoor, che faceva parte dell'ATP Challenger Tour 2009. Si è giocato a Charlottesville negli USA dal 2 all'8 novembre 2009.

## Partecipanti

### Teste di serie
| Nazionalità | Giocatore        | Ranking* | Testa di serie |
| ----------- | ---------------- | -------- | -------------- |
| Stati Uniti | Michael Russell  | 85       | 1              |
| Stati Uniti | Kevin Kim        | 87       | 2              |
| India       | Somdev Devvarman | 121      | 3              |
| Sudafrica   | Kevin Anderson   | 123      | 4              |
| Stati Uniti | Ryan Sweeting    | 141      | 5              |
| Slovenia    | Grega Žemlja     | 156      | 6              |
| Croazia     | Roko Karanušić   | 161      | 7              |
| Stati Uniti | Jesse Witten     | 167      | 8              |

- Ranking al 26 ottobre 2009.

### Altri partecipanti
Giocatori che hanno ricevuto una wild card:
- Treat Conrad Huey
- Dominic Inglot
- Dénes Lukács
- Ryan Sweeting
- Gastón Gaudio (Special Exempt)

Giocatori passati dalle qualificazioni:
- Cory Parr
- Todd Paul
- Sanam Singh
- Fritz Wolmarans

## Campioni

### Singolare
Kevin Kim ha battuto in finale  Somdev Devvarman con il punteggio di 6–4, 6(8)–7, 6–4.

### Doppio
Martin Emmrich /  Andreas Siljeström hanno battuto in finale  Dominic Inglot /  Rylan Rizza con il punteggio di 6–3, 6–2.